# Parkometer
Et parkometer er en selvbetjeningsautomat, hvori der lægges betaling for parkering i et vist tidsrum på en nærliggende parkeringsplads.